# Liste des maires de Rimogne

## Liste des maires
| Période                                  | Période  | Identité                                       | Étiquette     | Qualité                                                            |
| ---------------------------------------- | -------- | ---------------------------------------------- | ------------- | ------------------------------------------------------------------ |
| 2020                                     | En cours | Yannick Rossato                                |               |                                                                    |
| 2014                                     | 2020     | Grégory Truong                                 | DVG           | Chargé de mission à Charleville-Mézières                           |
| 2008                                     | 2014     | Noëlle Devie                                   | UMP           |                                                                    |
| 2001                                     | 2008     | Jean-Marie Baudoin                             | PS            | Ancien professeur                                                  |
| 1983                                     | 2001     | Jacques Beaufils                               | PS            | Professeur                                                         |
| 1961                                     | 1983     | René Petit                                     | SFIO puis PSU | Directeur du collège                                               |
| 1949                                     | 1959     | Henri Biston                                   | SFIO          | Maréchal-ferrant                                                   |
|                                          | 1949     | Paul Mathy                                     |               |                                                                    |
| 1944                                     |          | Maurice Fonder                                 |               |                                                                    |
| 1936                                     | 1944     | Henri Biston                                   | SFIO          | Maréchal-ferrant Conseiller d'arrondissement de Rocroi (1937-1940) |
| 1932                                     |          | Henri Goulet                                   |               |                                                                    |
| 1925                                     | 1932     | Émile Parent                                   |               |                                                                    |
| 1918                                     | 1925     | Henri Clouet                                   |               |                                                                    |
| 1912                                     | 1918     | Louis Lens                                     |               |                                                                    |
| 1908                                     | 1912     | Jules Desplous                                 |               |                                                                    |
| 1907                                     | 1908     | Louis Lens                                     |               |                                                                    |
| 1905                                     | 1907     | Émile Pierquet                                 |               |                                                                    |
| 1899                                     | 1905     | Jules Desplous                                 |               |                                                                    |
| 1892                                     |          | Alfred Solliet                                 |               |                                                                    |
| 1890                                     | 1892     | Célestin Théodule Clément                      |               |                                                                    |
| 1888                                     | 1890     | Jean Baptiste Velpry                           |               |                                                                    |
| 1885                                     | 1890     | Auguste Jules De Vaillant de Monchy            |               |                                                                    |
| 1880                                     | 1885     | Alfred Solliet                                 |               |                                                                    |
| 1880                                     | 1880     | Jean Baptiste Tanton                           |               | Intérim                                                            |
| 1878                                     | 1880     | Léon Henri Billet                              |               |                                                                    |
| 1874                                     | 1878     | Armand Moreaux                                 |               |                                                                    |
| 1871                                     | 1874     | Ferdinand Aubriot                              |               |                                                                    |
| 1861                                     | 1871     | Jean Baptiste Adolphe Guérin                   |               |                                                                    |
| 1860                                     | 1861     | Napoléon Oudart                                |               | Intérim                                                            |
| 1860                                     | 1860     | Marie Alexandre Beuret                         |               |                                                                    |
| 1853                                     | 1853     | Norbert Larose                                 |               | Intérim                                                            |
| 1853                                     | 1853     | Ferdinand Joseph Degrelle                      |               | Intérim                                                            |
| 1852                                     | 1853     | Ferdinand Aubriot                              |               | Démission                                                          |
| 1848                                     | 1852     | Marie Alexandre Beuret                         |               |                                                                    |
| 1837                                     | 1848     | Vincent Adolphe Rousseau                       |               |                                                                    |
| 1837                                     | 1837     | Jean Gérard Rogissart                          |               |                                                                    |
| 1831                                     | 1837     | Louis Pierre Teissier                          |               |                                                                    |
| 1830                                     | 1831     | Pierre Nicolas Raoul Ernest Adam de Fontenelle |               |                                                                    |
| 1804                                     | 1830     | Jean Baptiste Peridon                          |               |                                                                    |
| 1800                                     | 1804     | Jean François Renaux                           |               |                                                                    |
| 1799                                     | 1800     | Cochard Nicolas                                |               |                                                                    |
| 1797                                     | 1799     | Jean Baptiste Peridon                          |               |                                                                    |
|                                          |          | Pierre Joseph Bétry                            |               |                                                                    |
| 1795                                     |          | Louis Avelot                                   |               |                                                                    |
| 1793                                     | 1795     | Jean Baptiste Sandras                          |               | Intérim                                                            |
| 1793                                     | 1793     | Louis Avelot                                   |               |                                                                    |
| 1793                                     | 1793     | Jacques Aubry                                  |               | Intérim                                                            |
| 1793                                     | 1793     | Jean-Baptiste Louis De Robert du Châtelet      |               |                                                                    |
| Les données manquantes sont à compléter. |          |                                                |               |                                                                    |

## Pour approfondir